# Angry Birds 2
Angry Birds 2 é um jogo eletrônico de quebra-cabeça desenvolvido pela Rovio Entertainment como o 12° jogo da série de jogos de Angry Birds e uma sequência do Angry Birds original. A jogabilidade apresenta um novo pássaro chamado Silver, power-ups e os níveis do jogo contém múltiplos estágios. Foi inicialmente lançado no Canadá em 5 de março de 2015 como Angry Birds Under Pigstuction, e foi lançado para iOS e Android no mundo todo em 30 de julho de 2015 e foi renomeado para Angry Birds 2. A versão para Windows 10 foi lançada em 15 de agosto de 2019.

## Personagens
Red (Cardeal): É líder do bando cujo poder é o Grito destruidor. Que pode destruir qualquer material, seja gelo, madeira ou metal.
Jay, Jake e Jim (Azuis no português) (Gaio-azul): São três pequenos pássaros que pode Triplicar-se. São bastante úteis contra gelo.
Chuck (Mariquita-amarela): É um pássaro amarelo que tem o poder da Super Velocidade. É muito útil contra madeira.
Bomb (Bomba no português) (Dom-fafe): É um pássaro que pode se Explodir. É útil contra qualquer material, especialmente metal.
Matilda (Galinha): É uma ave que pode Jogar ovo explosivo. É útil com qualquer material.
Terence (Terêncio no português) (Cardeal ): É parecido com o Red, porém ele não tem habilidade especial, somente a Super Força. É útil com qualquer material.
Silver (Prateado no português) (Falcão-peregrino): É um pássaro prata que pode Fazer Looping. É útil contra metal
Stella (Galah): Uma ave rosa que pode Assoprar Bolhas e carregar materiais ou porcos pelo ar.
Hal (Tucaninho-de-nariz-amarelo): Um pássaro verde que Age como um Bumerangue. É útil com qualquer material.
Bubbles (Bubu no português) (Corrupião): É um pássaro laranja que Infla o corpo, derrubando qualquer material.
Leonardo (Porco): É o único porco do bando cuja habilidade é Espirrar gosma, deixando materiais escorregadios.
Mighty Eagle (Águia Enorme no português) (Águia-careca): É uma carts de item que causa uma Destruição Total.

## Jogabilidade
Assim como nos Angry Birds originais, os jogadores usam um estilingue para lançar pássaros nas estruturas mais próximas e eliminar os porcos: uma diferença fundamental em Angry Birds 2 é que os jogadores podem selecionar qual vai usar. Isso pode dar ao jogador uma maior liberdade, permitindo a criação de suas estratégias únicas. Os principais inimigos do jogo continua sendo os porcos verdes, que possuem vários tamanhos e capacidades de defesa.
Pássaro e power-ups são representados em cartões. Ao tocar em um cartão, o jogador poderá selecionar-lo, colocando o conteúdo que está no cartão, no estilingue para poder arremessar-lo. Os jogadores aumentaram a sua pontuação, destruindo os porcos e os objetos. O "Medidor de Destruição" enche-se durante o jogo e se ele ficar totalmente cheio, uma carta aleatória será entregada ao jogador. Apenas 3 cartões podem ser exibidos de cada vez e o resto das cartas aparecem depois. O jogador perderá uma vida, se todos os cartões forem utilizados e pelo menos um único porco não foi eliminado, existem no máximo 5 vidas, para recuperar uma vida, o jogador deve usar jóias ou esperar (30 minutos ou 2 horas e 30 minutos para recuperar todas as 5 vidas).
Os níveis do jogo contém vários estágios, que para progredir de estágio é necessário eliminar todos porcos do estágios. Chefes aparecem em alguns níveis, e para derrotar-los é necessário esvaziar completamente a "barra de saúde" e os power-ups não podem ser usados nos níveis com chefe.
Os presentes estão localizados aleatoriamente no níveis. Encontrando os presentes azuis, o jogador pode enviar um presente a um amigo através do Facebook. Encontrando os presentes vermelhos, o jogador pode ganhar joias ou penas dos pássaros. Ocasionalmente, Porcos Dourados podem aparecer em alguns níveis, que ao serem eliminados, o "Medidor de Destruição" é completamente preenchido. Não é necessário que os porcos dourados sejam eliminados, para que o jogador possa passar para o próximo estágio, porém, eles são úteis sempre que o jogador está prestes a ficar sem cartas. As joias podem ser obtidas completando missões diárias ou através de compras no aplicativo. O jogador também pode competir competir com jogadores do mundo todo, através do torneio diário da arena, como Angry Birds Friends, onde os níveis contém infinitos estágios, que recompensarão o jogador com penas de acordo com suas posições no torneio.

## Arena
É onde você concorre concorre com pessoas do mundo todo. Para passar de liga, fique entre os três priestameiros colocados, mais se você ficar entre os três últimos, você será rebaixado para uma liga munundial o jogo mas dinâmico.